# Castelspina
Castelspina (Castiè d'la Speina in piemontese) è un comune italiano di 391 abitanti della provincia di Alessandria, in Piemonte.

## Storia
Nato dal comune di Castellazzo Bormida intorno al 1300, la chiesa parrocchiale dedicata alla Beata Vergine Maria nasce sulle fondamenta dell'antica chiesa di Santa Maria di Gamondio.
Durante il Regno d'Italia fu parte, dal 1859, del mandamento di Sezzè (poi rinominata Sezzadio) e del circondario di Alessandria, fino all'abolizione degli enti mandamentali e circondariali nel 1927.
Nel 1884 madre Chiara Ricci (di origine savonese) fondò con l'aiuto di padre Innocenzo Gamalero l'ordine delle suore Francescane Angeline.
Nel 1918 nacque a Castelspina il cardinale Giovanni Canestri (1918-2015), vescovo di Tortona dal 1971 al 1975, arcivescovo vicegerente della diocesi di Roma dal 1975 al 1984, arcivescovo di Cagliari dal 1984 al 1987 e arcivescovo di Genova dal 1987 al 1995.
Il comune, nell'ambito delle fusioni fasciste, fu soppresso nel 1929 e il suo territorio venne aggregato al comune di Sezzadio. Castelspina riacquisterà la propria autonomia nel 1954.

### Simboli
Lo stemma del comune di Castelspina è stato concesso con il decreto del presidente della Repubblica del 13 gennaio 2003.
Il gonfalone è un drappo di bianco con la bordatura di rosso.

## Monumenti e luoghi d'interesse
L'attuale isolato che dà sulla piazza del paese comprendente anche l'edificio del municipio è stato costruito sulle fondamenta e le mura dell'ampio castello di forma quadrangolare edificato verso il 1240 dalla famiglia Malvicini e di cui si possono scorgere ancora notevoli parti delle mura perimetrali.
Altri edifici di interesse architettonico sono l'oratorio e la chiesa parrocchiale dell'Assunta, costruita nel 1628.

## Società

### Evoluzione demografica
Abitanti censiti

Castelspina è caratterizzata da una popolazione perlopiù anziana.

## Amministrazione
Di seguito è presentata una tabella relativa alle amministrazioni che si sono succedute in questo comune.
| Periodo        | Periodo        | Primo cittadino                | Partito                                         | Carica  | Note  |
| -------------- | -------------- | ------------------------------ | ----------------------------------------------- | ------- | ----- |
| 12 luglio 1988 | 29 maggio 1993 | Eleno Ferretti                 | Democrazia Cristiana                            | Sindaco | [ 8 ] |
| 7 giugno 1993  | 28 aprile 1997 | Eleno Ferretti                 | Democrazia Cristiana                            | Sindaco | [ 8 ] |
| 28 aprile 1997 | 14 maggio 2001 | Eleno Ferretti                 | lista civica                                    | Sindaco | [ 8 ] |
| 25 maggio 2001 | 30 maggio 2006 | Giovanni Serrachieri           | lista civica                                    | Sindaco | [ 8 ] |
| 30 maggio 2006 | 16 maggio 2011 | Giovanni Francesco Serrachieri | lista civica                                    | Sindaco | [ 8 ] |
| 16 maggio 2011 | 5 giugno 2016  | Claudio Mussi                  | lista civica: vanga con spighe e grappolo d'uva | Sindaco | [ 8 ] |
| 6 giugno 2016  | 3 ottobre 2021 | Claudio Mussi                  | lista civica: vanga spighe grappolo d'uva       | Sindaco | [ 8 ] |
| 3 ottobre 2021 | in carica      | Claudio Mussi                  | lista civica: spighe e grappolo d'uva           | Sindaco | [ 8 ] |